# Saint-Bueil
Saint-Bueil ist eine französische Gemeinde mit 707 Einwohnern (Stand: 1. Januar 2022) im Département Isère in der Region Auvergne-Rhône-Alpes. Sie gehört zum Arrondissement La Tour-du-Pin und zum Kanton Chartreuse-Guiers. Die Einwohner werden Saint-Bueillois genannt.

## Geographie
Die Gemeinde Saint-Bueil liegt im westlichen Vorland des Chartreuse-Gebirges, etwa 20 Kilometer westsüdwestlich von Chambéry am Flüsschen Ainan. Saint-Bueil wird umgeben von den Nachbargemeinden Saint-Martin-de-Vaulserre im Norden, Saint-Albin-de-Vaulserre im Norden und Nordosten, Voissant im Osten, Merlas im Süden, Saint-Geoire-en-Valdaine im Südwesten sowie Velanne im Westen und Nordwesten.

## Bevölkerungsentwicklung
| Jahr                       | 1962 | 1968 | 1975 | 1982 | 1990 | 1999 | 2006 | 2013 | 2021 |
| Einwohner                  | 540  | 534  | 516  | 585  | 559  | 628  | 694  | 700  | 709  |
| Quellen: Cassini und INSEE |      |      |      |      |      |      |      |      |      |

## Sehenswürdigkeiten

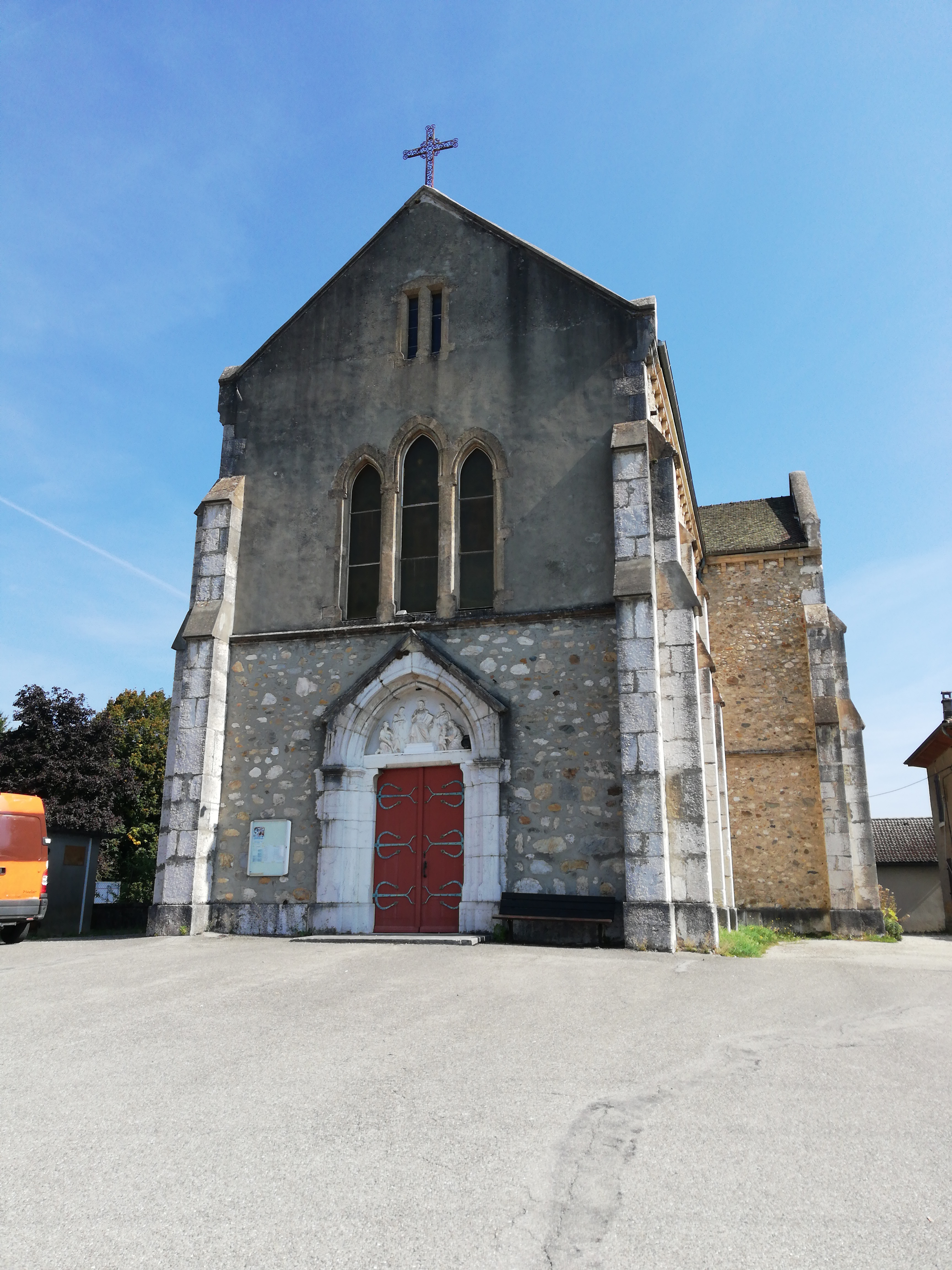
Kirche Saint-Baudille
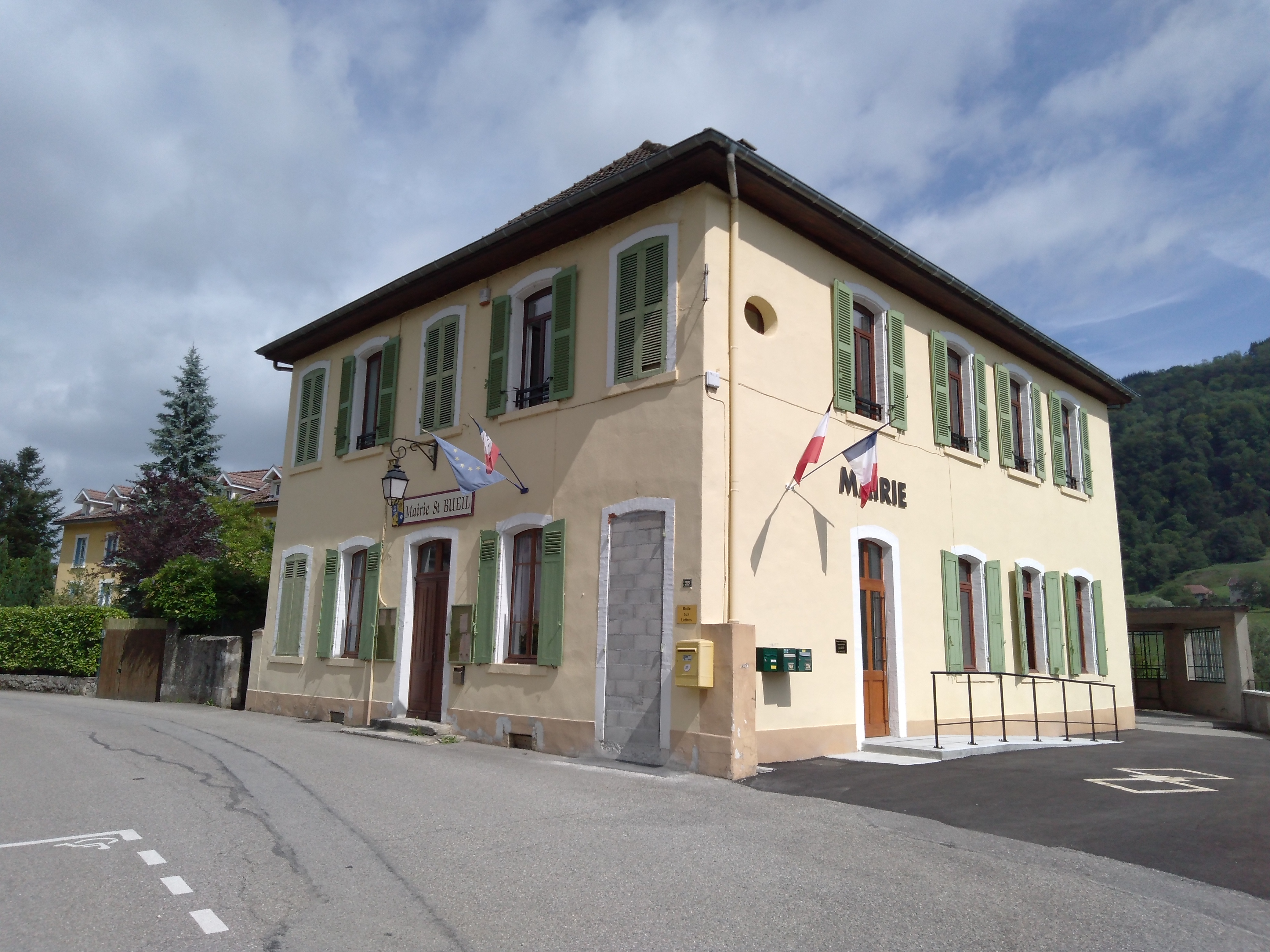
Rsathaus (mairie)
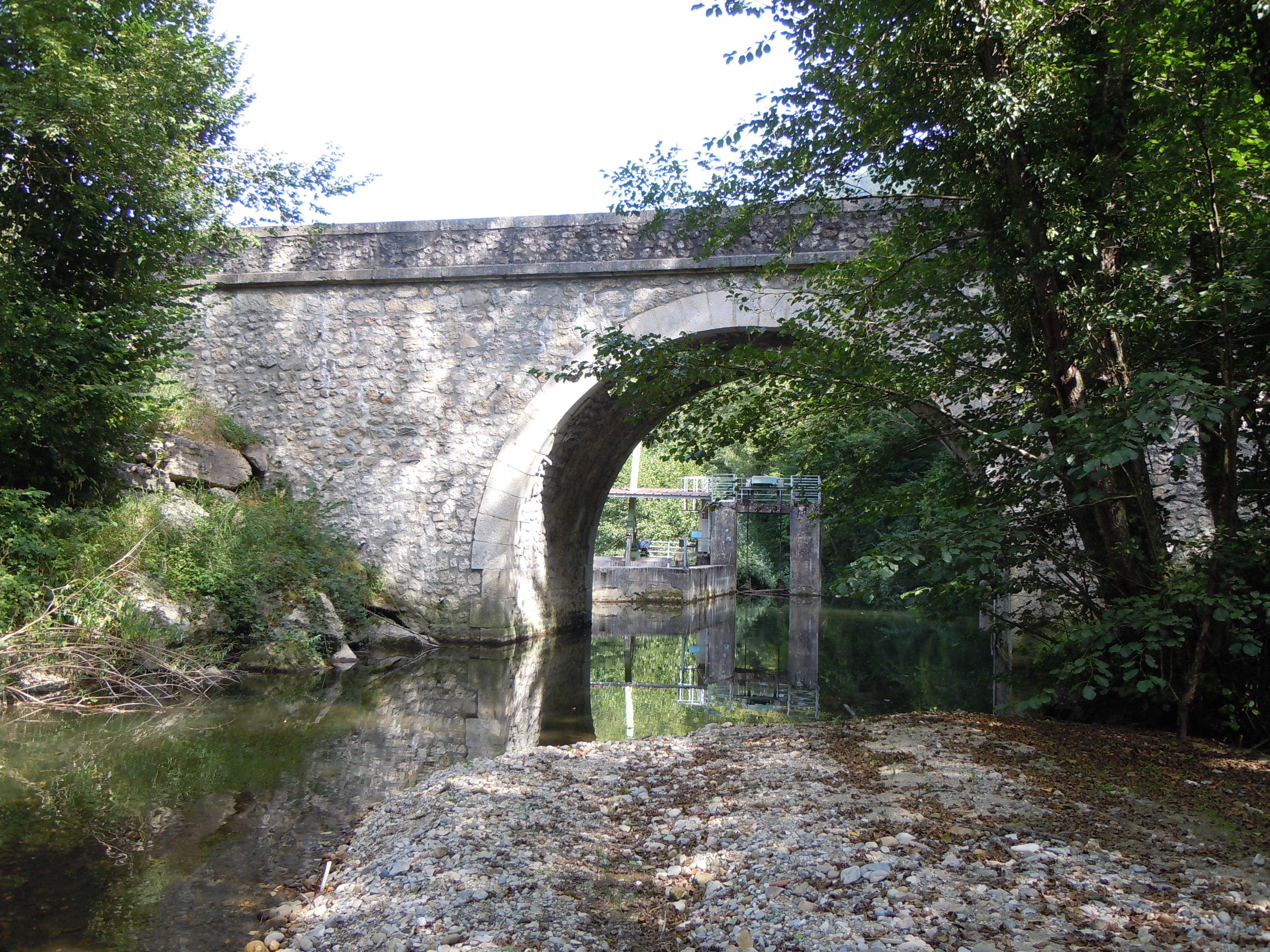
Brücke über den Ainan

- Kirche Saint-Baudille
- Rsathaus (mairie)
- Brücke über den Ainan